# Luchthaven Assab
Luchthaven Assab (IATA: ASA, ICAO: HHSB) is een luchthaven in Assab, Eritrea.
Er wordt slechts een vlucht vanaf deze luchthaven gevlogen, namelijk Luchthaven Asmara (door NasAir).